# Loparite
La loparite (simbolo IMA: Lop-Ce) è un raro minerale del supergruppo della perovskite, all'interno del quale viene collocato nel gruppo delle perovskiti stechiometriche e da lì al sottogruppo della perovskite; appartiene alla famiglia minerale degli "ossidi e idrossidi" e possiede composizione chimica (Na0,5REE0,5)TiO3.

## Etimologia e storia
Il minerale ora noto come loparite fu trovato per la prima volta da Wilhelm Ramsay dalla parti del Lovozero e caratterizzato come segue:
(Wilhelm Ramsay: Geologische Beobachtungen auf der Halbinsel Kola : Petrographischer Beschreibung der Gesteine des Lujavr-Urt)
Nella sua prima descrizione, Ramsay non diede al minerale un nome proprio, ma solo il numero "1". Nel 1894, Ramsay e il suo collega Victor Hackman caratterizzarono anche questo minerale solo brevemente come un nuovo minerale con il numero "1" e attribuirono la sua origine agli xenoliti ultramafici e sottolinearono la sua somiglianza con la perovskite. Tre anni dopo, Ramsay considerò effettivamente questo minerale come una perovskite.
La prima descrizione completa della loparite come membro del gruppo delle perovskiti fu fatta da Iwan Georgijewitsch Kuznetsow (1925) utilizzando materiale proveniente da una pegmatite di nefellinsienite nel vicino complesso roccioso alcalino dei Chipini. Poco prima, Aleksandr Evgen'evič Fersman aveva usato per la prima volta il nome loparite, riassunto le proprietà del minerale e presentato la prima analisi chimica della loparite:
(Aleksandr Evgen'evič Fersman: Новые минералы и редкие минералные виды Хибинских и Ловозерсинх Тундр (Neue Minerale und seltene Mineralarten der Chibinen und Lowosero-Tundren))
La loparite proposta da Fersman come nome per il minerale si riferisce al nome allora comune della popolazione indigena Sami, Lopari (in russo лопари́, 'lapponi'). A causa della presunta dominanza delle terre rare (REE) nella posizione A, il minerale è stato caratterizzato da un modificatore di Levinson, che nomina le REE predominanti, in questo caso il cerio. Per questo motivo, il minerale è stato rinominato loparite-(Ce) nel 1987 nell'ambito di una "procedura speciale" (1987 s.p.).
Tuttavia, Roger H. Mitchell e Anton R. Chakhmouradian hanno scoperto che tra i campioni di loparite-(Ce) che hanno esaminato, non ce n'è nessuno in cui la REE domina tra i cationi di grandi dimensioni. Inoltre, nella loparite, che appartiene al gruppo delle perovskiti con la formula generale ABX3, la posizione A è dominata dal sodio piuttosto che dalla REE. Questo è il caso di tutti i campioni esaminati, compresi quelli della località tipo. Quindi, un modificatore di Levinson non solo non è necessario, ma è anche sbagliato in termini di nomenclatura. Di conseguenza, il nome del minerale non è loparite-(Ce), ma – come nel nome originale di Fersman – loparite. Ciò è espresso anche nell'attuale nomenclatura del supergruppo della perovskite riconosciuta dall'Associazione Mineralogica Internazionale (IMA).
Il campione tipo della loparite è conservato con i numeri di catalogo 21043-21045 nella Collezione sistematica del Museo mineralogico "Aleksandr Evgen'evič Fersman" dell'Accademia russa delle scienze di Mosca. Ulteriori campioni tipo possono essere trovati nella "Galerie Nationale de Minéralogie et de Géologie" del Museo nazionale di storia naturale di Francia con il numero di catalogo 125.7.

## Classificazione
La classica nona edizione della sistematica dei minerali di Strunz, aggiornata dall'Associazione Mineralogica Internazionale fino al 2009, elenca la loparite nella classe "4. Ossidi (idrossidi, V[5,6] vanadati, arseniti, antimoniti, bismutiti, solfiti, seleniti, telluriti, iodati)" e da lì nella sottoclasse "4.C Metallo:Ossigeno = 2:3, 3:5 e simili"; questa viene ulteriormente suddivisa in base al rapporto metallo:ossigeno e alla dimensione dei cationi coinvolti, in modo tale da trovare la loparite nella sezione "4.CC Con cationi di media e grande dimensione" dove forma il sistema nº 4.CC.35 insieme a isolueshite, macedonite, nioboloparite e tausonite.
Tale classificazione resta invariata anche nell'edizione successiva, proseguita dal database "mindat.org" e chiamata Classificazione Strunz-mindat, nella quale i membri del sistema 4.CC.35 sono leggermente diversi: tausonite, panguite, isolueshite e macedonite.
Nella Sistematica dei lapis (Lapis-Systematik) di Stefan Weiß la loparite si trova nella classe degli "ossidi" e nella sottoclasse degli "ossidi con rapporto metallo:ossigeno = 2:3 (M2O3 e composti correlati)"; qui forma la "serie della perovskite" con il numero di sistema IV/C.10 insieme a perovskite, megawite, lakargiite, latrappite, barioperovskite, tausonite, isolueshite, pauloabibite, lueshite, natroniobite, macedonite e vapnikite.
Anche la classificazione dei minerali secondo Dana, usata principalmente nel mondo anglosassone, elenca la loparite nella famiglia degli "ossidi e idrossidi"; qui è nella classe degli "ossidi" e nella sottoclasse degli "ossidi semplici con carica cationica 3+ (A2O3)" dove forma il "gruppo della perovskite" con il numero di sistema 04.03.03 insieme a perovskite, latrappite, loparite, lueshite, barioperovskite, tausonite.

## Abito cristallino
In quasi tutte le opere di consultazione e le compilazioni, la loparite appartiene al sistema cubico come fu descritto per la prima volta da Hans-Rudolf von Gaertner nel 1930. Sebbene le immagini a raggi X di campioni di loparite naturale possano effettivamente essere indicizzate con una cella cubica primitiva, è stato sottolineato già negli anni '90 che l'effettiva simmetria di questo minerale è probabilmente ortorombica. Sebbene la loparite sia riconosciuta come specie minerale indipendente da molti decenni, non ci sono dichiarazioni chiare sulla sua struttura cristallina. Inoltre, tali indagini sono rese più difficili dal fatto che il minerale è tipicamente gemellato e strettamente fuso con altri minerali.
Roger H. Mitchell, Peter Burns e Anton R. Chakhmouradian hanno esaminato tre diversi campioni di loparite provenienti dai monti Chibiny, dalle tundre di Lovozero e dalle "Bearpaw Mountains" in Montana (Stati Uniti), ottenendo i seguenti parametri strutturali cristallini:
- La loparite contenente niobio e calcio proveniente dal monte Takhtarwumtschorr nei monti Chibiny cristallizza nel sistema cristallino ortorombico nel gruppo spaziale Pbnm (gruppo nº 62, posizione 3) con i parametri reticolari a = 5,5108 Å, b = 5,5084 Å e c = 4,054 Å e una unità di formula per cella unitaria.
- La loparite contenente calcio e niobio proveniente dal monte Selsurt nella tundra di Lovozero cristallizza nel sistema tetragonale nel gruppo spaziale I4/mcm (gruppo nº 140) con i parametri reticolari a = 5,5022 Å e c = 7,7967 Å e una unità formula per cella unitaria.
- Anche la loparite contenente stronzio e calcio proveniente dai Monti Bearpaw nel Montana cristallizza nel sistema tetragonale nel gruppo spaziale I4/mcm (gruppo nº 140) con i parametri reticolari a = 5,5076 Å e c = 7,7767 Å e una unità di formula per cella unitaria.

Come nel caso della tausonite, non è possibile descrivere completamente una particolare loparite senza dati strutturali e composizionali. Di conseguenza, è possibile che esistano sia varietà Pbnm che I4/mcm o modifiche della loparite sensu lato. Questi derivano da diverse composizioni all'interno della serie di soluzioni solide quaternarie loparite-lueshite-tausonite-perovskite.

## Chimica
L'analisi chimica umida della loparite fornita da Aleksandr Evgen'evič Fersman nel 1923 mostra il 49,6% di diossido di titanio (TiO2), 36,6% di R2O3 (R = gruppo delle terre rare), 4,6% di ossido di calcio (CaO), 8,6% di ossido di sodio (Na2O) e 0,04% di ossido di potassio (K2O). L'analisi elencata da I.G. Kuznetsov contiene lo 0,47% di silice (SiO2), 50,24% di diossido di titanio (TiO2), 0,04% di ossido di zirconio (ZrO), 33,17% di ossido di cerio(III) (Ce2O3), 1,54% di ossido di ittrio (Y2O3), 5,08% di ossido di calcio (CaO), 8,60% di ossido di sodio (Na2O) e 0,43% di ossido di potassio (K2O). È stato ovviamente trascurato il notevole contenuto di niobio (e in misura minore di tantalio). Gli alti livelli di niobio furono rilevati per la prima volta da Hans-Rudolf von Gaertner nel 1930.
Un'analisi con microsonda elettronica di una loparite povera di stronzio, niobio e calcio proveniente dal monte Takhtarwumchorr nel sud-ovest dei monti Chibiny (che presenta una composizione simile al materiale olotipo dei monti Chibiny) ha rilevato il 9,81% di ossido di sodio (Na2O), 9,28% di ossido di lantanio (La2O3), 16,42% di ossido di cerio(III) (Ce2O3), 1,22% di ossido di praseodimio(III) (Pr2O3), 2,78% di ossido di neodimio (Nd2O3),  2,91% di ossido di calcio (CaO), 2,12% di ossido di stronzio (SrO), 0,97% di diossido di torio (ThO2), 35,30% di diossidodi titanio (TiO2), 17,93% di ossido di niobio (Nb2O5), 0,86% di ossido di tantalio (Ta2O5), 0,01% di ossido ferrico (Fe2O3). Sulla base di tre atomi di ossigeno per unità di formula, è stata determinata la seguente formula empirica:
{\displaystyle {\ce {(Na_{0,546}Ce_{0,172}La_{0,098}Ca_{0,089}Sr_{0,035}Nd_{0,028}Pr_{0,013}Th_{0,006})_{\Sigma =0,987}(Ti_{0,762}Nb_{0,233}Ta_{0,007}){\Sigma =1,002}O_{3}}}}
che corrisponde solo al 61,42% in moli di loparite della composizione dell'elemento terminale Na0,5REE0,5TiO3 o NaREETi2O6. Allo stesso tempo, segnala una forte, ma tipica, formazione di una soluzione solida con altri rappresentanti del gruppo della perovskite come la lueshite (NaNbO3 - 23,98 moli%), tausonite (SrTiO3 - 3,54 moli%) e perovskite (CaTiO3 - 8,96 moli%). La composizione teorica dell'elemento finale NaCeTi2O6 richiede l'8,73% di ossido di sodio (Na2O), 46,25% ossido di cerio(III) (Ce2O3) e 45,02% di diossido di titanio (TiO2).
La formazione della soluzione solida menzionata si riflette anche nella formula ufficiale IMA per la loparite, che è data come (Na0,5Ce0,5)TiO3.
In termini di composizione chimica, la loparite può essere considerata l'analogo a predominanza di Ti-REE della lueshite a predominanza di niobio (NaNbO3), o come l'analogo a predominanza di Na-REE della tausonite a predominanza di stronzio (SrTiO3), o della perovskite a predominanza di calcio (CaTiO3).
Nei monti Chibiny è stata rinvenuta loparite ricca di diossido di torio (ThO2) (con contenuti fino al 18,4% in peso). L'arricchimento di torio (Th) è limitato al bordo dei cristalli zonati ed è accompagnato da una diminuzione del contenuto di sodio, terre rare leggere (LREE) e stronzio, nonché da un aumento delle vacanze in posizione A. Per la loparite ricca di torio, viene presentata la seguente formula:
{\displaystyle {\ce {(Na_{0,39}LREE_{0,19}Th_{0,12}Ca_{0,05}Sr_{0,02})_{\Sigma= 0,77}(Ti_{0,76}Nb_{0,27})_{\Sigma= 1,03}O_{3}}}}
La loparite ha una gamma di composizione molto ampia ed è tipicamente una soluzione solida quaternaria tra loparite e lueshite, tausonite, e perovskite. In questo contesto si può osservare anche l'esistenza di diverse varietà quali la nioboloparite e la stronzioloparite.
Le sostituzioni dominanti nella loparite possono essere riassunte come segue, a seconda della roccia:
- {\displaystyle \mathrm {Na^{+}+Ce^{3+}\leftrightarrow Ca^{2+}+Sr^{2+}} }
 e {\displaystyle \mathrm {2Ti^{4+}\leftrightarrow (Nb,Ta)^{5+}+Fe^{3+}} } (nelle rocce vulcaniche e sedimentarie fenitizzate della formazione di Lovozero)
- {\displaystyle \mathrm {Ti^{4+}+REE^{3+}\leftrightarrow Nb^{5+}+2Na^{+}} } (nelle foyaiti e nelle pegmatiti)
- {\displaystyle \mathrm {Ti^{4+}+REE^{3+}\leftrightarrow Nb^{5+}+(Ca,Sr)^{2+}} } (nelle foidoliti)
- {\displaystyle \mathrm {(Ti^{4+},Fe^{3+})+REE^{3+}\leftrightarrow Nb^{5+}+(Sr^{2+},Na^{+}),Ti^{4+}+Ca^{2+}\leftrightarrow Nb^{5+}+Na^{+}} }
e {\displaystyle \mathrm {Ti^{4+}+2(Ca,Sr)^{2+}\leftrightarrow Nb^{5+}+REE^{3+}} } (nelle rischorriti)

Il deficit nella somma totale degli ossidi, tipico della composizione della loparite negli xenoliti di rocce vulcaniche, rocce sedimentarie e foyaiti, indica la presenza di gruppi OH nel minerale, ovvero alla seguente sostituzione:
- {\displaystyle \mathrm {REE^{3+}+O^{2-}\leftrightarrow Ca^{2+}+(OH)^{-}} }
 oppure {\displaystyle \mathrm {Na^{+}+O^{2-}\leftrightarrow \Box +(OH)^{-}} }

## Varietà
La nioboloparite può essere considerata una soluzione solida intermedia tra la loparite e la lueshite. È stata rinvenuta in aree natrolitizzate di una vena di pegmatite spessa 6 m in pirosseno-rischorrite presso il passo Eudialyte tra i monti Kuelporr e Kukiswumtschorr ed era in paragenesi con egirina, pirocloro, murmanite, lamprofillite, galena, sfalerite. La nioboloparite differisce esternamente dalla loparite per la maggiore lucentezza e l'assenza degli onnipresenti cristalli geminati. Tutti i campioni denominati in passato nioboloparite sono semplicemente membri della serie ternaria di soluzioni solide perovskite-luesheite-loparite. Non presentano caratteristiche compositive o strutturali che li distinguano da altri campioni di loparite contenente niobio e calcio. Di conseguenza, la nioboloparite venne non riconosciuta come minerale indipendente.
La stronzioloparite è stata descritta nel 1983 come un nuovo minerale proveniente dal Paraguay (con l'8,24% in peso di ossido di stronzio) e dal Brasile. Tuttavia, il minerale si rivelò essere tausonite. Formazioni simili ricche di stronzio, che hanno anche alti contenuti di torio (circa 4–7% in peso di diossido di torio), sono accompagnate da titanite gialla e provengono dal monte Juksporr nei monti Chibiny.
L'irinite è stata descritta come un nuovo minerale da Borodin e Kazakova nel 1954. È stata trovata nelle pegmatiti agpaitiche nella parte centrale del massiccio sienitico-nefelinico dei monti Chibiny. I giacimenti di irinite si trovano solo nella zona di albitizzazione delle pegmatiti di arfvedsonite. Il minerale forma cristalli di dimensioni massime di 1 cm, di colore dal bruno-rossastro al giallo-bruno e con una lucentezza grassa. Sono in paragenesi con egirina, microclino, arfvedsonite e katapleite. A causa dell'elevato contenuto di torio, il minerale (così come altre lopariti ricche di torio) è metamictico. L'irinite, così come la bornemanite, prende il nome da Irina Dmitrievna Borneman-Starynkevich.
La metaloparite (REETi2O6-x), è un nome introdotto nel 1941 per un prodotto di alterazione della loparite; ha colore dal marrone scuro al verde-giallastro ed è stata trovata per la prima volta nel complesso di Lovozero, nella penisola di Kola, in Russia. È un prodotto di trasformazione amorfo, spesso metamictico, della loparite. La metaloparite proveniente dal massiccio roccioso alcalino di Burpala in Buriazia è un prodotto sostitutivo della loparite. Contiene in genere inclusioni pecilitiche di egirina, albite, microclino e REE-fluorocarbonati. Le inclusioni di REE-fluorocarbonato non sono presenti nella loparite inalterata, ma sono molto comuni nelle rocce egirinitiche, che contengono la metaloparite verde-giallastra più alterata, priva di tracce di loparite. Ciò potrebbe indicare che la sostituzione della loparite con la metaloparite è stata accompagnata dalla cristallizzazione dei fluorocarbonati, principalmente bastnäsite-(Ce).

## Proprietà chimico-fisiche
Il colore dei cristalli di loparite è nero, nero-grigio o nero-marrone scuro. Il colore dello striscio della loparite è descritto come marrone rossastro o marrone-viola, marrone cannella o marrone o marrone scuro. Le superfici della loparite sono opache e mostrano una lucentezza vitrea o semi-metallica, o metallica. Al microscopio polarizzatore, il minerale è di colore marrone scuro o marrone rossastro in luce trasmessa, e grigio chiaro o bianco con sfumature color crema o grigio brunastro con riflessi interni marroni o rosso brunastro in luce riflessa. L'"anisotropia anomala" della loparite non è anomala perché il minerale non cristallizza cubicamente, ma ortorombicamente.
La loparite ha una frattura indistinta secondo {100}.
A causa della sua fragilità, si rompe in modo simile all'ambligonite o al quarzo, con superfici di frattura irregolari (come nell'ambligonite) o concoidi (come nel quarzo). Il minerale ha una durezza Mohs da 5,5 a 6 ed è quindi uno dei minerali di media durezza che possono essere graffiati con una lima d'acciaio, così come il minerale di riferimento ortoclasio, ma non più con un coltellino tascabile.
La durezza Vickers per la loparite è stata determinata essere VHN100 = 908-1402 kg/mm². La densità misurata per la loparite è 4,60-4,89 g/cm³, la densità calcolata è 4,75-4,94 g/cm³.
Ad alti contenuti di torio, la loparite è parzialmente o completamente metamictizzata.
La loparite non fonde davanti al cannello a soffiatura. Il minerale è solubile in acidi come l'acido cloridrico (HCl), l'acido nitrico (HNO3), e l'acido solforico (H2SO4); si dissolve completamente nell'acido fluoridrico (HF).

## Origine e giacitura
La loparite si forma come una fase primaria nelle pegmatiti del massiccio di sienite nefelinica differenziata e come sostituzione della perovskite nelle carbonatiti. La paragenesi è con apatite contenente terre rare, arfvedsonite, egirina, eudialite-eucolite, ilmenite, lamprofillite, microclino, nefelina, perovskite e titanite.
I siti di ritrovamento per la loparite sono diverse e sparse per tutto il mondo, anche se il minerale è stato trovato in scarse quantità, motivo per cui è raro. Qui si ricorda la sua località tipo, il monte "Maly Mannepakhk" nel massiccio dei monti Chibiny nell'oblast' di Murmansk (Russia).

## Utilizzi
Nonostante la sua rarità, la loparite viene estratta come minerale REE-Nb-Ta in alcuni luoghi della Terra, principalmente nella tundra di Lovozero nella penisola di Kola.
All'inizio degli anni Novanta la produzione annuale di concentrato di loparite era compresa tra 20 000 e 25 000 tonnellate. Dopo il crollo dell'Unione Sovietica, la produzione diminuì e venne temporaneamente interrotta. Dopo la stabilizzazione economica, la "ZAO Lovozerskaya Co." ha ripreso a produrre su base regolare. Lovozero contiene il 18% delle riserve accertate di niobio della Russia (con lo 0,24% di ossido di niobio). I giacimenti di Karnassurt e Kedyk rappresentano le maggiori riserve russe di niobio, tantalio e terre rare leggere. Sono in produzione dal 1941.